# الكتاب المقدس البروتستانتي
الكتاب المقدس البروتستانتي، بالانجليزية( Protestant Bible) هو كتاب مقدس مسيحي إنتجت ترجمته أو تنقيحه بواسطة المسيحيين البروتستانت. تتألف هذه الأناجيل، المترجمة عادةً إلى لغة عامية، من 39 سفرًا من العهد القديم (وفقًا لقانون الكتاب المقدس العبري، المعروف خصوصًا لدى المسيحيين غير البروتستانت باسم الكتب القانونية الأولية) و27 سفرًا من العهد الجديد، ليصبح المجموع 66 كتابًا.

## الكتب
تتألف الأناجيل البروتستانتية من 39 كتابًا من العهد القديم (وفقًا لقانون الكتاب المقدس العبري اليهودي، المعروف خصوصًا لغير البروتستانت باسم الكتب القانونية الأولية) و27 كتابًا من العهد الجديد ليصبح المجموع 66 كتابًا. تتضمن بعض الكتب المقدسة البروتستانتية، مثل نسخة الملك جيمس الأصلية، 14 كتابًا إضافيًا تُعرف باسم الأبوكريفا، على الرغم من أنها لا تعتبر قانونية. مع العهد القديم والأبوكريفا والعهد الجديد، يصبح إجمالي عدد الكتب في الكتاب المقدس البروتستانتي 80. العديد من الكتب المقدسة البروتستانتية الحديثة تطبع العهد القديم والعهد الجديد فقط؛ هناك فترة ما بين العهدين تبلغ 400 عام في التسلسل الزمني للكتب المسيحية المقدسة بين العهدين القديم والجديد. تُعرف هذه الفترة أيضًا باسم "400 سنة صامتة" لأنه يُعتقد أنها كانت فترة لم يصدر فيها الله أي إعلانات قانونية إضافية لشعبه.
فيما يلي أسفار الكتاب المقدس من العهد القديم والأبوكريفا والعهد الجديد، مع أسمائها المقبولة عمومًا بين الكنائس البروتستانتية. لاحظ أن "1" أو "2" أو "3" كرقم رئيسي يتم نطقه عادةً في الولايات المتحدة باعتباره الرقم الترتيبي، وبالتالي ""صموئيل الأول" عن "صموئيل واحد

### العهد القديم

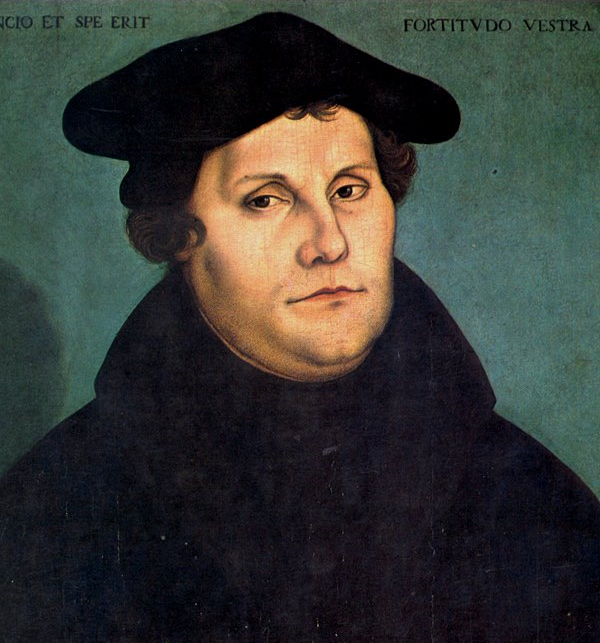
صورة لمارتن لوثر، 1529

كتاب التكوين، كتاب الخروج، كتاب اللاويين، كتاب العدد، كتاب التثنية، كتاب يشوع، كتاب القضاة، كتاب راعوث. كتاب صموئيل الاول، كتاب صموئيل الثاني، كتاب الملوك الأول، كتاب الملوك الثاني، كتاب أخبار الأيام الأول، كتاب أخبار الأيام الثاني، كتاب عزرا، كتاب نحميا، كتاب استير، كتاب أيوب، كتاب المزامير، كتاب الأمثال، كتاب الجامعة، نشيد الأنشاد، كتاب اشعياء، كتاب ارميا، كتاب مراثي إرميا، كتاب حزقيال، كتاب دانيال، كتاب هوشع، كتاب يوئيل، كتاب عاموس، كتاب عوبديا، كتاب يونان، كتاب ميخا، كتاب ناحوم، كتاب حبقوق، كتاب صفنيا، كتاب حجي. كتاب زكريا، .كتاب ملاخي.

#### العهد الجديد
إنجيل متى. إنجيل مرقس. إنجيل لوقا. إنجيل يوحنا. أعمال الرسل الرسالة إلى أهل رومية. الرسالة الأولى إلى أهل كورنثوس الرسالة الثانية إلى أهل كورنثوس. الرسالة إلى أهل غلاطية. الرسالة إلى أهل أفسس. الرسالة إلى أهل فيلبي. الرسالة إلى أهل كولوسي. الرسالة الأولى إلى أهل تسالونيكي. الرسالة الثانية إلى أهل تسالونيكي. الرسالة الأولى إلى تيموثاوس الرسالة الثانية إلى تيموثاوس. الرسالة إلى تيطس. الرسالة إلى فليمون. الرسالة إلى العبرانيين. رسالة يعقوب. رسالة بطرس الأولى. رسالة بطرس الثانية. رسالة يوحنا الأولى رسالة يوحنا الثانية. رسالة يوحنا الثالثة. رسالة يهوذا. كتاب رؤيا يوحنا.

## مارتن لوثر
إن لوثر وأتباعه حذفوا في زمانهم أسفارًا أخرى من العهد الجديد مثل سفر الأعمال ورسالة يعقوب. وقيل أنهم حذفوا أيضًا سفر الرؤيا. غير أنهم أعادوا هذه الأسفار لمكانها في الكتاب المقدس لما أكل الناس وجوههم.

## الكتب المقدسة البروتستانتية المختلفة
في نسخة كتاب المقدس الوثرية والاسقفية تحتوي على سفر إسدراس الثاني،
كما ان سفر عزرا الثالث وسفر عزرا الرابع وسفر أخنوخ يميل إلى قبولها من بين هذه الكنائس الأسقفية الإنجليكانية والكنيسة البروتستانتية الألمانية، تتمة سفر استير.
كتاب باروخ هو جزء مما يعتبر كتابات الأبوكريفا/التثنية القانونية ويظهر في العهد القديم من الأناجيل الكاثوليكية. باستثناء بعض الأناجيل الأسقفية أو اللوثرية، 